# Halowe Mistrzostwa Świata w Lekkoatletyce 1989 – skok wzwyż kobiet

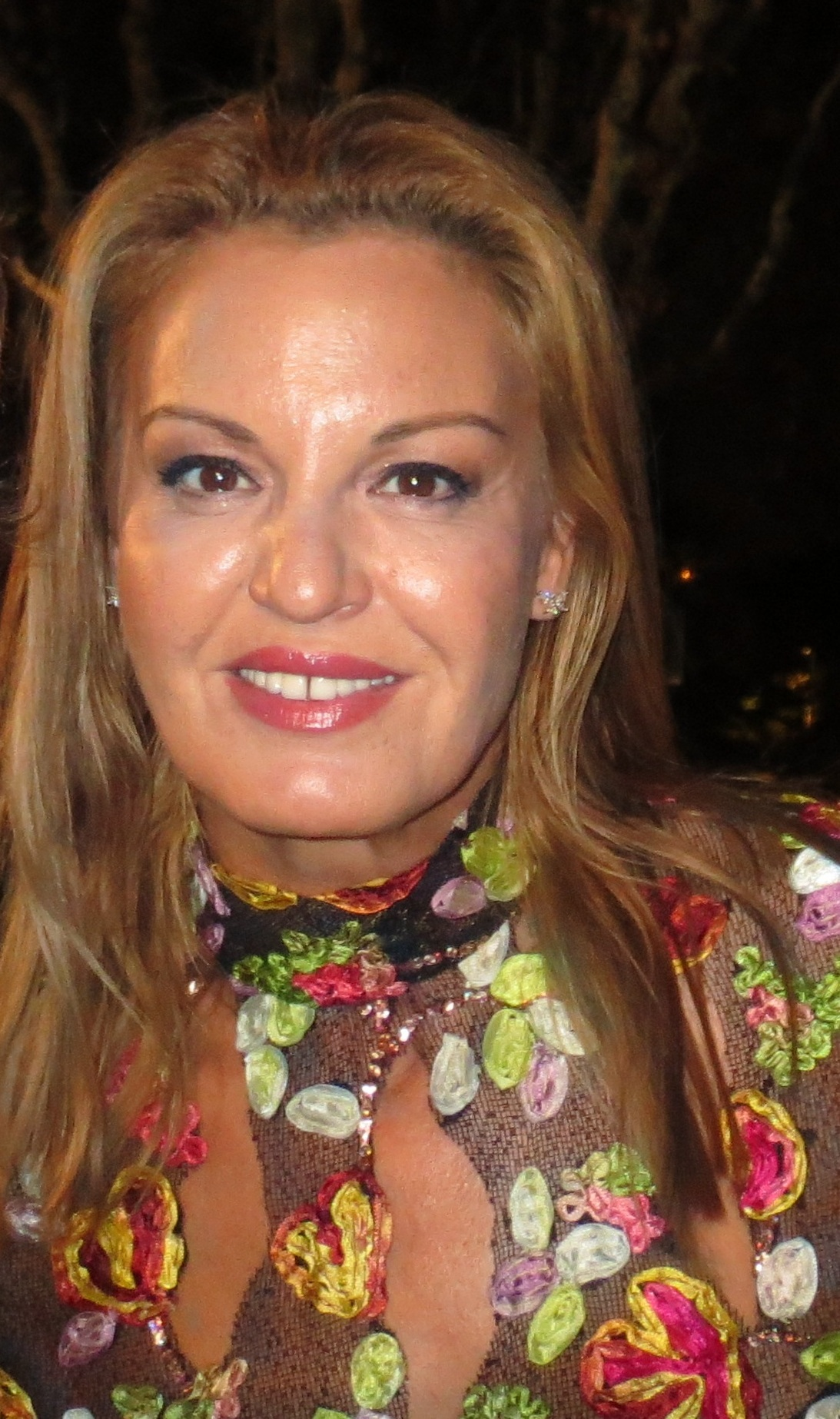
Stefka Kostadinowa

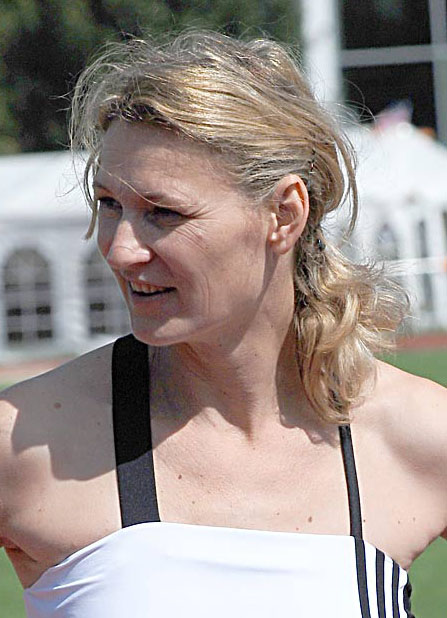
Heike Redetzky

Skok wzwyż kobiet – jedna z konkurencji technicznych rozgrywanych podczas halowych mistrzostw świata w  hali Sport Csárnok w Budapeszcie. Kwalifikacje zostały rozegrane 4 marca, a finał 5 marca 1989. Zwyciężyła reprezentantka Bułgarii Stefka Kostadinowa, która tym samym obroniła tytuł zdobyty dwa lata wcześniej w Indianapolis.

## Rezultaty

### Kwalifikacje
Do kwalifikacji przystąpiło 20 skoczkiń. Do finału awansowały zawodniczki, które skoczyły wysokość 1,84 m (Q), a gdyby było ich mniej niż 12, skład finał uzupełniłyby kolejne najlepsze skoczkinie aż do łącznej liczby 12 (q).
Opracowano na podstawie materiału źródłowego.
| Miejsce | Zawodniczka          | Wynik | Uwagi |
| ------- | -------------------- | ----- | ----- |
| 1       | Stefka Kostadinowa   | 1,84  | Q     |
| 1       | Megumi Satō          | 1,84  | Q     |
| 1       | Kim Hui-seon         | 1,84  | Q     |
| 1       | Maryse Éwanjé-Épée   | 1,84  | Q     |
| 1       | Hanne Haugland       | 1,84  | Q     |
| 1       | Yolanda Henry        | 1,84  | Q     |
| 1       | Gai Kapernick        | 1,84  | Q     |
| 1       | Jan Wohlschlag       | 1,84  | Q     |
| 1       | Madely Beaugendre    | 1,84  | Q     |
| 1       | Galina Astafei       | 1,84  | Q     |
| 1       | Dimitrinka Miłoszewa | 1,84  | Q     |
| 1       | Tamara Bykowa        | 1,84  | Q     |
| 1       | Olga Turczak         | 1,84  | Q     |
| 14      | Biljana Petrović     | 1,84  | Q     |
| 15      | Krisztina Solti      | 1,84  | Q     |
| 15      | Natalja Jonckheere   | 1,84  | Q     |
| 17      | Su Chun-yueh         | 1,84  | Q,    |
| 17      | Heike Redetzky       | 1,84  | Q     |
| 19      | Cristina Fink        | 1,84  | Q     |
| 20      | Niki Bakojani        | 1,79  |       |

### Finał
Opracowano na podstawie materiału źródłowego.
| Miejsce | Zawodniczka          | Wynik | Uwagi |
| ------- | -------------------- | ----- | ----- |
| 1       | Stefka Kostadinowa   | 2,02  |       |
| 2       | Tamara Bykowa        | 2,00  |       |
| 3       | Heike Redetzky       | 1,94  |       |
| 4       | Biljana Petrović     | 1,94  | [ 2 ] |
| 5       | Jan Wohlschlag       | 1,91  |       |
| 6       | Gai Kapernick        | 1,91  | [ 2 ] |
| 7       | Madely Beaugendre    | 1,91  |       |
| 8       | Olga Turczak         | 1,91  |       |
| 9       | Yolanda Henry        | 1,91  |       |
| 10      | Galina Astafei       | 1,91  |       |
| 11      | Hanne Haugland       | 1,88  |       |
| 12      | Natalja Jonckheere   | 1,88  |       |
| 13      | Megumi Satō          | 1,85  |       |
| 13      | Dimitrinka Miłoszewa | 1,85  |       |
| 13      | Maryse Éwanjé-Épée   | 1,85  |       |
| 16      | Krisztina Solti      | 1,85  |       |
| 17      | Kim Hui-seon         | 1,85  |       |
| 18      | Cristina Fink        | 1,80  |       |
| –       | Su Chun-yueh         | NM    |       |